# Giấy nhám

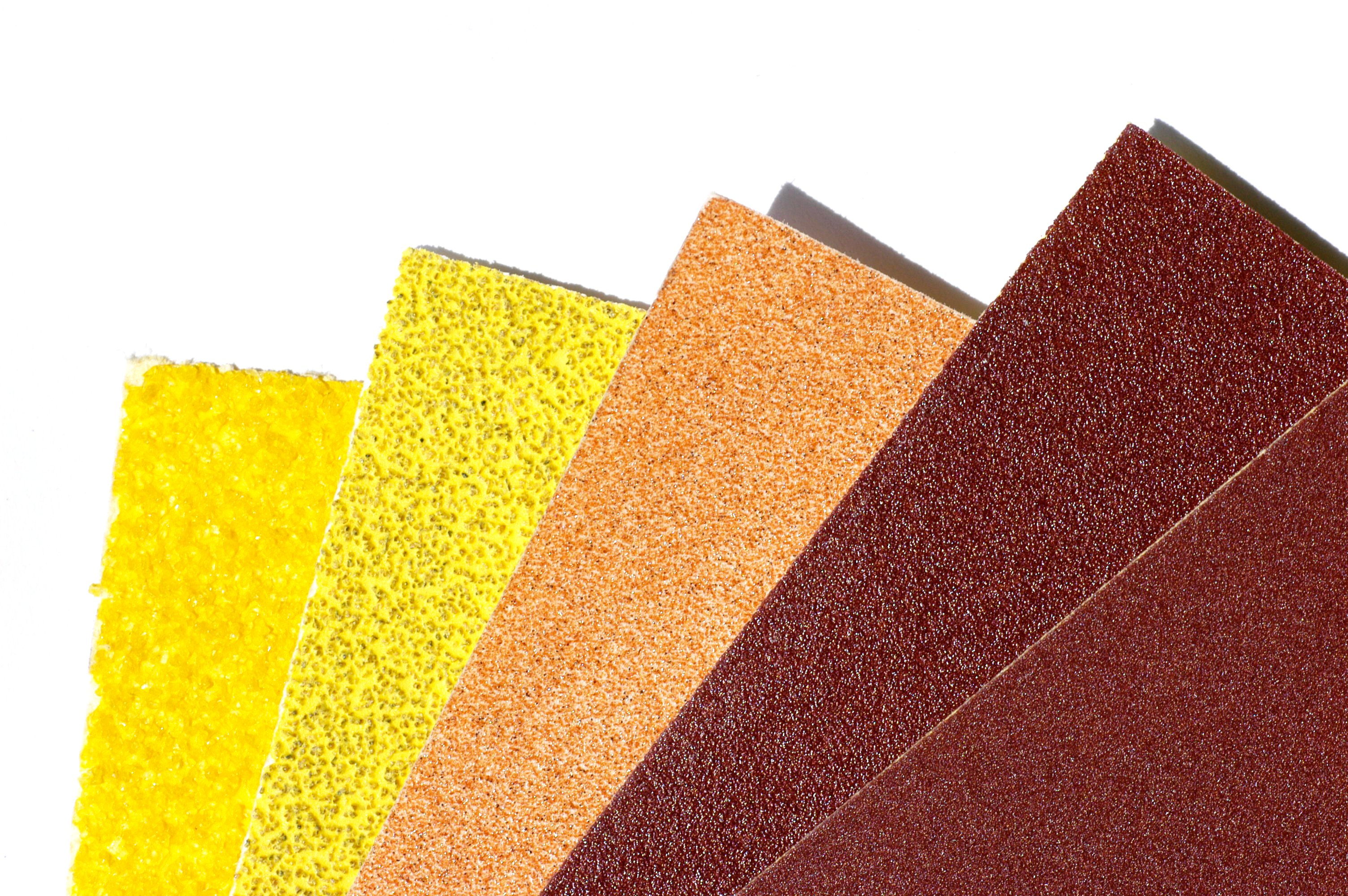
Các tờ giấy nhám với các kích cỡ grit khác nhau (40 (thô), 80, 150, 240, 600 (mịn)).

Giấy nhám hay giấy ráp  (tiếng Anh: sandpaper/glasspaper) là tên được sử dụng cho một loại lớp mài mòn được tráng, bao gồm tờ giấy hoặc vải với chất liệu  mài mòn dán vào một mặt. Trước đây người ta sử dụng vật liệu cát hay thủy tinh nhưng ngày nay chúng đã được thay thế bằng các chất mài mòn khác như nhôm oxit hoặc silic carbide. 
Giấy nhám được sản xuất hàng loạt với các kích cỡ grit khác nhau và được sử dụng để loại bỏ vật liệu khỏi bề mặt, để làm cho chúng mịn hơn (ví dụ, trong vẽ tranh và hoàn thiện gỗ), để loại bỏ một lớp vật liệu (như sơn cũ), hoặc đôi khi để làm cho bề mặt cứng hơn (ví dụ, như là quá trình chuẩn bị cho việc dán). Người ta thường sử dụng tên của vật liệu mài mòn khi mô tả giấy nhám, ví dụ "giấy oxit nhôm" hoặc "giấy silic carbide".
Kích thước grit của giấy nhám thường được nêu là một số có liên quan tỷ lệ nghịch với kích thước hạt. Một con số nhỏ như 20 hoặc 40 chỉ một hạt thô, trong khi một số lớn như 1500 chỉ một hạt mịn trên giấy nhám.

## Lịch sử
Phiên bản đầu tiên được ghi nhận của giấy nhám là ở Trung Quốc thế kỷ 13 khi vỏ, hạt và cát nghiền nát được kết dính với giấy da bằng kẹo cao su tự nhiên . Da cá mập (vảy placoid) cũng đã được sử dụng như một chất mài mòn và vảy thô của hóa thạch sống, Coelacanth được người bản địa của Comoros sử dụng cho cùng mục đích trên. Sản phẩm luộc và sấy khô của cây đuôi ngựa thô được sử dụng ở Nhật Bản làm vật liệu đánh bóng truyền thống, mịn hơn giấy nhám. Giấy thủy tinh được sản xuất tại London vào năm 1833 bởi John Oakey, công ty đã phát triển các kỹ thuật và quy trình kết dính mới, cho phép sản xuất hàng loạt. Frit thủy tinh có các hạt sắc nhọn và cắt tốt trong khi các hạt cát được làm nhẵn và không làm chất mài mòn tốt bằng. Giấy nhám giá rẻ thường được gọi là giấy thủy tinh; Stalker và Parker đã cảnh báo hạn chế sử dụng nó trong A Treatise of Japaning and Varnishing xuất bản năm 1688. Năm 1921, 3M đã phát minh ra giấy nhám với bột silic carbide và chất kết dính và chống thấm nước, được gọi là Wet and dry. Điều này cho phép sử dụng nó với nước, sẽ đóng vai trò là chất bôi trơn để mang đi các hạt mà nếu không sẽ làm tắc nghẽn. Ứng dụng đầu tiên của giấy nhám này là trong việc sơn lại ô tô.